# Luhanske (Polohy)
Luhanske (ukrainisch Луганське; russisch Луганское Luganskoje) ist ein Dorf im Osten der ukrainischen Oblast Saporischschja mit etwa 230 Einwohnern (2001).
Die Ortschaft mit einer Fläche von 1,07 km² liegt im Asowschen Hochland auf einer Höhe von 207 m an der Quelle des Karatysch (Каратиш), einem etwa 40 Kilometer langen, linken Nebenfluss der Berda.
Das Dorf wurde 1832 von 26 Familien deutschstämmiger Lutheraner aus Rundewiese (ukrainisch Круглолугівка Kruhloluhiwka) im Gouvernement Tschernigow gegründet und nannte sich zunächst, wie die Mutterkolonie Rundewiese oder auch Kolonie Nr. 21 Zwischen 1925 und 1939 lag das Dorf im Luxemburgisch-deutschen Nationalrajon (Люксембургский немецкий национальный район) innerhalb des Okrug Mariupol (Мариупольский округ).
Luhanske befindet sich an der Grenze zur Oblast Donezk drei Kilometer südöstlich vom Gemeindezentrum Rosiwka 45 Kilometer nordwestlich von Mariupol und etwa 175 Kilometer südöstlich vom Oblastzentrum Saporischschja. Durch das Dorf verläuft die Fernstraße N 08 / Territorialstraße T–08–03.
Am 5. April 2018 wurde das Dorf ein Teil der neugegründeten Siedlungsgemeinde Rosiwka, bis dahin war es ein Teil der Stadtratsgemeinde Rosiwka im Süden des Rajons Rosiwka.
Am 17. Juli 2020 kam es im Zuge einer großen Rajonsreform zum Anschluss des Rajonsgebietes an den Rajon Polohy.